# Óblast de Múrmansk
Múrmansk (en ruso: Мурманская область, transl.: Múrmanskaya óblast) es uno de los cuarenta y siete óblast que, junto con las veintiuna repúblicas, nueve krais, cuatro distritos autónomos y tres ciudades federales, conforman los ochenta y tres sujetos federales de Rusia. Su capital es la homónima Múrmansk. Está ubicado en el distrito Noroeste, limitando al noroeste con Finlandia, al norte con Noruega, al este con el mar de Barents y al sur y oeste con el mar Blanco y Carelia.
Tiene un área de 144 900 km² y una población de 892 534 habs. en 2002, incluyendo una minoría autóctona lapona.

## Historia

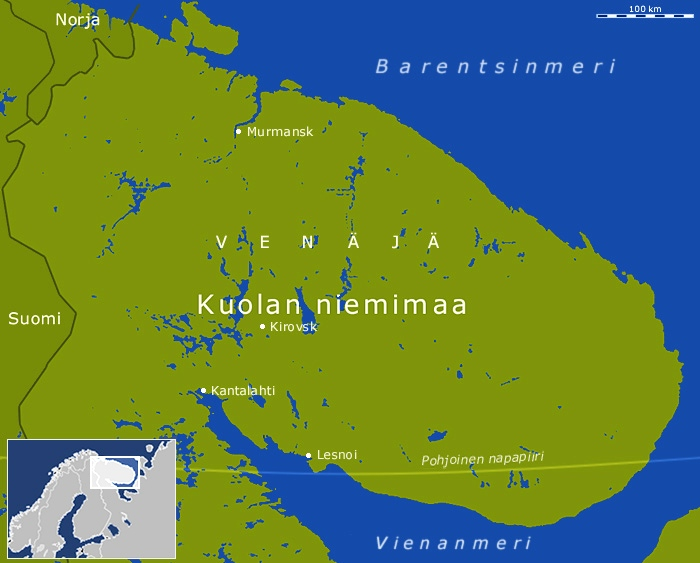
Mapa de la península de Kola que forma parte de este óblast.

El óblast de Múmansk fue creado el 28 de mayo de 1938 a partir del ókrug de Múrmansk, que pertenecía al óblast de Leningrado. De este último el óblast obtuvo los distritos de Kírovski, Kolski, Lovozerski, Polyarni, Saamski y Teríberski, de la República Socialista Soviética Autónoma de Carelia el distrito de Kandalakshski. Tras la guerra de Continuación (1941-1944) Finlandia cedió el territorio finés de Pechenga, siendo este incorporado al óblast de Múrmansk. En 1947 Finlandia vendió un pequeño territorio con una central hidroeléctrica, Rayakoski, a la Unión Soviética que lo incorporó al óblast de Múrmansk.

## Economía
La economía del óblast está centrada en la exportación y las principales exportaciones son productos de níquel, concentrado de apatita, cobre y productos de cobre, aluminio y metales ferrosos. El óblast produce casi la totalidad del concentrado de apatita en Rusia (3.7 millones de toneladas en 1998), 43% del níquel, 15% del cobre, 12% de la mena de hierro ore y concentrado de hierro (17,7 y 6,4 millones de toneladas en 1998) y 40% del cobalto en Rusia. El óblast de Múrmansk es rico en recursos naturales y contiene depósitos de sobre tipos de 700 minerales. Las industrias principales son la minería y el procesamiento de productos básicos.

## Geografía
Geográficamente está localizado principalmente en la península de Kola, y es parte de la región de Laponia que se extiende por cuatro países. Las fronteras del óblast de Múrmansk son la República de Carelia, el condado de Finnmark en Noruega y la provincia de Laponia en Finlandia. También está cerca del condado Norrbotten en Suecia. La mayor parte del óblast se encuentra al norte del círculo polar ártico. El óblast tiene dos tipos de vegetación: taiga y tundra. La tundra predomina en la costa norte y sobre la línea arbórea en los macizos montañosos del interior. La taiga cubre el resto es decir todo el sur excepto las montañas. Pequeños lagos y turberas se distribuyen por todo el óblast.
El óblast de Múrmansk tiene un topografía de escaso relieve aunque no totalmente absenta de montañas y precipicios. En general, el oriente del óblast es más plano, mientras que en occidente, el terreno es un poco más elevado hacia el límite con Finlandia. Extendiéndose desde Saariselkä en Finlandia hay una seguidilla de cerros que se internan hasta llegar aproximadamente al medio del óblast lugar donde alcanzan sus mayores alturas. Las dos últimas zonas alzadas son el macizo de Jibiny y el macizo de Lovozero; ambos llegan a altitudes ligeramente superiores a los 1000 m. Ambos macizos se alzan por sobre la línea arbórea y combinan relieves suaves con precipicios en glaciares de circos. 
El óblast de Múrmansk así como la península de Kola se encuentran delimitadas por fallas latitudinales. También hay numerosas fallas y fracturas en el interior lo que hace que la región sea levemente sísmica. Ríos y lagos del óblast siguen en muchos casos fallas. Entre los lagos principales destacan el Imandra, Umbozero y Lovozero que se ubican en el centro junto a los macizos. El lago Imandra es el más grande. Otro cuerpo de agua importante es el embalse que forma la represa del río Tuloma en el oeste del óblast. Las cuencas hidrográficas drenan hacia el mar de Barents o hacia el mar Blanco. En la costa norte cerca de Noruega hay una serie de pequeños fiordos y canales que disectan la costa entre ellos la bahía del Pechenga y la bahía de Kola donde se encuentra la ciudad de Múrmansk.

### Clima
El clima es templado frío, pero se encuentra entre los más benignos de la zona ártica, por la influencia de la corriente del Golfo. El verano es fresco, húmedo y lluvioso, con temperaturas entre 9° en la costa noreste y 15° en el extremo sur de la península de Kola. En Múrmansk habitualmente se registran varios días por año con más de 25 °C y se han registrado valores de hasta 33 °C. El invierno es frío y seco, con una media de entre −10° y −15 °C, con subidas de la temperatura de hasta +10° que en ocasiones pueden hacer derretir la capa de nieve en pleno enero.

## Subdivisiones
Comprende seis ciudades directamente subordinadas a la óblast (Múrmansk, Apatity, Kírovsk, Monchegorsk, Olenegorsk y Poliarnye Zori) y seis raiones:
- Raión de Kovdor (capital: Kovdor)
- Raión de Kola (capital: Kola)
- Raión de Kandalakcha (capital: Kandalakcha)
- Raión de Lovózero (capital: Lovózero)
- Raión de Péchenga (capital: Níkel)
- Raión de Ter (capital: Umba)

Las ciudades directamente subordinadas a la óblast tienen autogobierno local bajo la forma jurídica de ókrug municipal, excepto la capital regional Múrmansk, que forma un ókrug urbano debido a su tamaño. Los raiones forman unidades subdivididas en varios ayuntamientos, tanto desde el punto de vista administrativo como municipal, excepto Kovdor y Péchenga: estos dos raiones solamente existen como unidades de desconcentración administrativa, pero se autogobiernan como ókrug municipal, de manera que cada uno de ellos tiene un solo ayuntamiento que cubre todo el territorio del raión.
Quedan fuera de la organización territorial de la óblast cinco ókrugs urbanos que, pese a hallarse geográficamente dentro de la óblast, están bajo la jurisdicción federal de la ZATO: Alexándrovsk, Ostrovnói, Severomorsk, Zaoziorsk y Vidyáyevo.